# Nombre clave: Dancer
Nombre clave: Dancer (título original: Her Secret Life) es un telefilme de 1987 dirigido por Buzz Kulik y protagonizado por Kate Capshaw, Jeroen Krabbé y Gregory Sierra.

## Argumento
Anne es una profesora y ama de casa. Está casada con un brillante abogado que no sospecha que Anne trabajó hace años para la CIA en Cuba. Ahora la agencia contacta con ella otra vez y la reclama de nuevo para que regrese a la isla y libere a un antiguo compañero de las cárceles cubanas. El nombre en clave suyo era Dancer. La misión que tiene que cumplir no va a ser nada fácil.

## Reparto
| Actor            | Papel                 |
| ---------------- | --------------------- |
| Kate Capshaw     | Annie                 |
| Jeroen Krabbé    | Malarin               |
| Gregory Sierra   | Vic 'The Dancer' Pena |
| Valerie Mahaffey | Becky                 |
| James Sloyan     | Wardell               |
| Cliff De Young   | Paul Goodwin          |
| Kurt Braunreiter | Instructor de bañar   |

## Recepción
Hoy en día la película es mencionada en portales cinematográficos. En IMDb, con 203 votos registrados, el filme obtiene una media ponderada de 5,2 sobre 10.